# Yann Rousseau-Dumarcet
Yann Rousseau-Dumarcet, né le 15 septembre 1935 à Bouéni et mort le 18 août 2021 à Fréjus,, est un militaire et général de corps d'armée français. Il a été adjoint Terre au chef de l'état-major particulier du président de la République entre 1981 et 1984.

## Biographie

### Origine et formation
Yann Rousseau-Dumarcet est né le 15 septembre 1935 à Bouéni, à Mayotte, alors au sein de la colonie de Madagascar. Il est le fils du lieutenant-colonel Paul Rousseau-Dumarcet et de Marie-Thérèse du Bouëtiez de Kerorguen, issue d'une famille subsistante de la noblesse française dite d'ancienne extraction sur preuves de 1443,,. Raymond Benjamin Abrial (1783-1857) est un trisaïeul commun avec le général d'armée aérienne Stéphane Abrial.
Il a deux frères, ainsi qu'une sœur ayant épousé un petit-neveu de René Bolloré, créateur du papier à rouler OCB, et arrière-petit-fils de René-Guillaume Bolloré,,. Son frère aîné est le lieutenant-colonel Alain Rousseau-Dumarcet.
Il est élève de l'École spéciale militaire de Saint-Cyr de la promotion Amilakvari de 1954 à 1956. Le 1er octobre 1954, il est engagé volontaire au titre de l'École spéciale militaire interarmes. À l'issue de sa formation, il choisit l'infanterie coloniale et rejoint l'École d'application de l'infanterie (EAI) à Saint-Maixent en octobre 1956.

### Carrière militaire
En décembre 1956, il sert, en Algérie, en qualité de chef de section, au 9e régiment d'infanterie coloniale puis au 23e régiment d'infanterie coloniale, jusqu'en juillet 1958. En avril 1959, il rejoint le 2e régiment de parachutistes d'infanterie de marine (RPIMa) en Algérie après un stage à l'École d'application de l'infanterie puis à l'École des troupes aéroportées à Pau.
En 1960, il est affecté au 7e régiment de parachutistes d'infanterie de marine (RPIMa), à Dakar au Sénégal en qualité de chef de section. En 1962, il rejoint le 8e régiment de parachutistes d'infanterie de marine à Nancy. Alors en stage à l'Enseignement militaire supérieur scientifique et technique d'octobre 1963 à décembre 1967, il obtient le brevet technique de recherche opérationnelle. En janvier 1968, il prend le commandement d'une compagnie d'instruction en Martinique, étant alors affecté au service militaire adapté (SMA).
En janvier 1971, il retourne en métropole pour être affecté à la section de recherche opérationnelle de l'Armée de terre à Paris, en qualité de chargé d'études. Il est stagiaire de la 87e promotion de l'École supérieure de guerre. Il rejoint par la suite le 6e régiment de parachutistes d'infanterie de marine en tant que chef du bureau opérations-instruction. En 1977, il est de nouveau affecté à Dakar au Sénégal dans le cadre de l'assistance militaire technique (AMT). Il y exerce les fonctions de conseiller à l'État-Major général de l'armée sénégalaise.
De 1979 à 1981, il est chef de corps du 3e régiment d'infanterie de marine,. Il participe alors aux actions extérieures au Tchad en 1980 et en République centrafricaine en 1981. Il est affecté auprès du Premier ministre au Secrétariat général de la Défense et de la Sécurité nationale en octobre 1986.
Le 9 septembre 1981, il est nommé adjoint Terre du chef de l'État-major particulier du président de la République française jusqu'en septembre 1984. Le 20 septembre, il représente avec Pierre Mauroy le président de la République François Mitterrand lors d'une cérémonie en hommage à la mémoire des Juifs français déportés pendant la Seconde Guerre mondiale. En septembre 1984, il est nommé adjoint au général commandant la 9e division d'infanterie de marine à Saint-Malo.
Le 15 mai 1991, il est nommé inspecteur des troupes de marine. Il est promu officier général le 24 mai 1991. Le 8 juillet 1993, il est élevé à la dignité de grand officier de la Légion d'honneur. Le 29 septembre 1993, il est élevé aux rang et appellation de général de corps d’armée.

## Vie privée
Marié, il aura eu deux filles, Pascale et Annick. Sa fille Pascale Dumarcet est championne du monde par équipe de précision d’atterrissage après avoir obtenu la médaille d’or lors du championnat du monde de 2022 en République tchèque,.
Le 1er août 2021, son petit-fils le lieutenant Cédric Ciccione-Rousseau-Dumarcet est promu au rang de capitaine au sein de l'Armée de l'air.

## Grades militaires
- 1956 : sous-lieutenant
- 1958 : lieutenant
- 1963 : capitaine
- 1971 : chef de bataillon
- 1976 : lieutenant-colonel
- 1979 : colonel[24]
- 1985 : général de brigade[25]
- 1990 : général de division[26]
- 1993 : général de corps d'armée[3]

## Décorations
- Grand officier de la Légion d'honneur[20]
- Commandeur de l'ordre national du Mérite[14]
- Croix de la Valeur militaire[14]
- Croix du combattant[14]
- Médaille d'Outre-Mer[14]
- Médaille d'Afrique du Nord[14]